# Lomas Vóley
Lomas Vóley es un equipo profesional de vóley de Lomas de Zamora, provincia de Buenos Aires, Argentina, que disputó el torneo de la máxima categoría de dicho país.
En 2016 se proclamó campeón de la Copa ACLAV 2016, logrando así su primer título oficial en la máxima categoría.
Además, el equipo ha participado en el Campeonato Sudamericano de 2015 donde obtuvo el tercer puesto, y en el Campeonato Sudamericano de 2018 donde terminó segundo, siendo el subcampeonato su mejor ubicación hasta el momento.
En abril de 2018 el equipo dejó re percibir ayuda económica por parte del municipio local y dejó de participar en el vóley nacional.

## Historia
El proyecto comenzó por iniciativa de Martín Insaurralde, gobernador del municipio de Lomas de Zamora y con Javier Weber, quienes se juntaron con Carlos Getzelevich y le propusieron integrarlo como entrenador principal. La respuesta fue positiva por la profundidad del mismo, ya que no sería solo un equipo en la máxima categoría sino también un trabajo en divisiones formativas.

Cuando me propusieron sumarme a este proyecto me interesó mucho la parte social, el poder ser docente y fomentar la actividad entre los más chicos.
Trabajamos muy fuerte por la inclusión en todos los aspectos , y con este proyecto integral buscamos que el deporte ayude a promover valores en nuestros jóvenes.
Carlos Getzelevich.

La primera temporada del equipo en el voleibol profesional fue la temporada 2013-14, cuando adquirió una plaza en la máxima categoría contando con apoyo del intendente del partido Martín Insaurralde. El equipo contó con Leonardo Patti como jugador emblema y con Carlos Getzelevich en la conducción. Tras 20 partidos el equipo terminó tercero en la tabla general, clasificando a los play-offs con cierta ventaja de localía. En cuartos de final eliminó a Ciudad Vóley al ganar tres partidos 3 a 2, 3 a 0 y 3 a 1, los dos primeros de local y el restante en el Polideportivo Víctor Nethol del Club de Gimnasia y Esgrima La Plata. En semifinales se enfrentó con Sarmiento Santana Textiles, segundo de la fase regular, al cual derrotó con el mismo resultado en tres partidos, 3 a 2, los dos primeros disputados en Chaco y el restante en el Microestadio de Lomas. La final fue ante UPCN San Juan Vóley, el mejor equipo de la fase regular. Tras perder los tres partidos, Lomas terminó subcampeón en la primera temporada que disputó. Los resultados de la serie final fueron 3 a 2, 3 a 1 y 3 a 0, jugándose los dos primeros en el Estadio Aldo Cantoni de San Juan y el restante en Lomas. Entre los jugadores destacados de ese equipo se encuentran Facundo Imhoff, Diego Bonini y Lucas Ocampos. Además, en la temporada disputó el Torneo Presudamericano, el cual organizó y terminó subcampeón, mientras que en la Copa ACLAV no logró pasar de la primera ronda.

### Primera participación internacional
La segunda temporada del equipo (2014-15) comenzó con la disputa de la Copa ACLAV. Tras superar la primera fase siendo segundo del grupo detrás de Boca Río Uruguay Seguros por un punto, cayó en semifinales ante Personal Bolívar y disputó el tercer puesto contra el equipo de La Boca, al cual derrotó 3 a 1 y se alzó con el tercer puesto. Como subcampeón vigente accedió a la Copa Máster, competencia disputada en el Estadio Gorki Grana, Lomas perdió en el primer partido y quedó eliminado. En la temporada regular terminó tercero en la primera ronda, accediendo así al Torneo Presudamericano. Disputado en el Estadio República de Venezuela de San Carlos de Bolívar, Lomas superó primero a Boca Río Uruguay 3 a 2, y en la final al equipo local Personal Bolívar con el mismo resultado para así acceder al Campeonato Sudamericano por primera vez en su historia.
En el Estadio Aldo Cantoni, Lomas superó como segundo el grupo A al ganar un partido y perder el otro. En semifinales cayó ante el Sada Cruzeiro y en el partido por el tercer puesto superó a Vôlei Taubaté para así terminar en el podio en su primera participación internacional.
La temporada regular de la Liga terminó con Lomas en la cuarta ubicación, emparejado con Ciudad Vóley, al cual eliminó en tres juegos. En semifinales cayó ante UPCN San Juan 3 a 1 y así terminó su participación en la temporada.
La tercera temporada de Lomas en el Súper Vóley fue la 2015-16, que comenzó con la Copa ACLAV 2015. Tras superar el grupo 3, donde fue local, con tres victorias, cayó ante Personal Bolívar 3 a 2 y disputó el tercer puesto con Obras de San Juan, al cual derrotó en cinco sets. Con la temporada ya comenzada disputó el Presudamericano, el cual perdió en la final ante Personal Bolívar en el estadio de las águilas. Tras ser segundo en la liga fue emparejado en play-offs con Ciudad Vóley, al cual eliminó 2 a 0 en una serie al mejor de tres partidos. En semifinales cayó ante Personal Bolívar 3 a 0 y quedó eliminado de la competencia.

### Primer título nacional
La temporada 2016-17, cuarta del equipo en la máxima categoría, comenzó con la Copa Máster, donde terminó subcampeón detrás de UPCN San Juan.
En 2016 obtiene su primer título nacional al ganar la Copa ACLAV 2016. La primera fase la disputó como local en el Microestadio Lomas de Zamora, donde disputó un cuadrangular junto con Ciudad Vóley, Deportivo Morón y River Plate. El primer encuentro fue 3 a 1 para el elenco local ante el millonario, el segundo fue ante el gallito, donde cayó 3 a 2 y alcanzando hasta ese encuentro 4 puntos. Finalmente definió el primer puesto ante Ciudad, que había ganado sus dos partidos y tenía 6 puntos. Tras ganar el partido y producto de su derrota 3 a 2, Lomas superó la fase con 7 puntos, uno más que Ciudad y 2 más que Morón.
La segunda fase se disputó en el Polideportivo Roberto Pando de la ciudad de Buenos Aires. Primero eliminó en semifinales a Personal Bolívar en cinco sets y luego venció a Alianza Jesús María 3 a 0 para así, levantar su primera copa nacional. Con ese título accedió al Presudamericano 2017.
Lomas perdió la clasificación al torneo sudamericano al caer ante Ciudad Vóley 3 a 0 y luego terminó la temporada regular en el cuarto puesto; emparejado ante Gigantes del Sur en cuartos de final. Tras vencer 3 a 0 al equipo neuquino, Lomas perdió las semifinales 3 a 1 contra Personal Bolívar y quedó eliminado.

### Actualidad, subcampeón de América
La temporada 2017-18 de Lomas arrancó con la disputa de la Copa ACLAV, donde el equipo no pasó la primera ronda. Más tarde, en la temporada regular y con 10 victorias y 1 derrota, el equipo terminó la primera ronda de la liga en la primera colocación y accedió al Presudamericano de ese año, donde primero venció a Ciudad Vóley y luego a UPCN San Juan Vóley y así clasificó nuevamente a una competencia internacional. En el torneo internacional integró una zona con Personal Bolívar y con el equipo chileno Thomas Morus. Tras superar a ambos rivales se enfrentó en semifinales ante el local Montes Claros Vôlei, al cual derrotó 3 a 1 para llegar a la final por primera vez en su historia. Ante Sada Cruzeiro disputó la final pero cayó 3 a 0 y terminó siendo subcampeón de América.
En abril de 2019 se anunció que no participará más en la máxima categoría de la liga Argentina por razones económicas.

## Instalaciones
Lomas auspicia como local en el Microestadio Lomas de Zamora, ubicado en la calle Molina Arrotea al 2402, en el Parque Eva Perón del partido de Lomas de Zamora y que cuenta con capacidad para 4500 espectadores. Fue inaugurado el 28 de noviembre de 2013.
En dicho recinto se han disputado, además de los encuentros del equipo, incluyendo la definición de la Liga 2013-14, el Torneo Presudamericano 2013, grupos de la Copa ACLAV 2015 y 2016, y diversos encuentros de la selección nacional.

## Datos del equipo
| En torneos nacionales - Temporadas en primera división: 5 (2013-14 a 2017-18) - Mejor puesto en la liga: subcampeón (2013-14) - Peor puesto en la liga: semifinalista (2014-15 2015-16) - Participaciones en Copa ACLAV: (2013-actualidad) - Mejor puesto en la copa: campeón (2016) | En torneos internacionales - Participaciones en el Campeonato Sudamericano de Clubes: 2 - Mejor puesto: subcampeón (2018) |

## Plantel profesional y cuerpo técnico

### Último plantel profesional - Temporada 2016-17
Fuente: web oficial.
| - 1 Santiago Cáceres, opuesto. - 3 Nicolás Vásquez, central. - 4 Maximiliano Cavanna, armador. - 5 Ramiro Núñez, punta-receptor. - 6 Cristian Poglajen, punta-receptor. - 7 Julián Berón, punta-receptor. - 8 Renato Da Silva, opuesto. - 9 Tomás Gallo, punta-receptor. | - 10 Ignacio Bernasconi, armador. - 11 Bruno Wagner, punta-receptor. - 12 Mauro Di Martino, punta-receptor. - 13 Lisandro Zanotti, punta-receptor. - 14 Juan Cruz Bonilla, líbero. - 15 Facundo Imhoff, central. - 16 Rodrigo Palumbo, central. - 17 Tomás Dileo, armador. - 18 Maximiliano Scarpín, central. - 19 Franco Massimino, líbero. |

### Cuerpo técnico 2016-17
- Entrenador: Marcelo Silva.
- Entrenador asistente: Lucas Carullo.
- Preparador físico: Fernando Danani.
- Médico: Giacomo Piccirili.

## Jugadores destacados
Plantel subcampeón Liga 2013-14
Facundo Imhoff (central), Lucas Ocampo (punta receptor), Franco Massimino (líbero), Ramiro Núñez (punta receptor), Diego Bonini (opuesto), Juan Martín Riganti (armador), Leornado Patti (punta receptor), Nicolás Efrón (armador), Martín Blanco Costa (central), Damián Villalba (opuesto), Alejandro Toro (punta receptor), Maximiliano Scarpín (central).
Entrenador: Carlos Getzelevich.
Plantel campeón Copa ACLAV 2016
Maximiliano Cavanna, Renato Adornelas; Facundo Imhoff, Maximiliano Scarpin; Lisandro Zanotti, Cristian Poglajen, Franco Massimino (L), Ignacio Bernasconi y Ramiro Núñez.
Entrenador: Marcelo Silva.
Plantel subcampeón Campeonato Sudamericano de 2018
Julián Berón, Nicolás Vasquez, Alejandro Toro Ramella, Juan Cruz Bonilla, Fabián Flores, Maximiliano Chirivino, Ricardo Ferreiro, Federico Pereyra, Ignacio Bernasconi, Franco Giachetta, Cristian Imhoff, Tomás Gallo, Lucas Ocampo, Martín Adelsflügel, Luciano Olmedo, Carneiro Dos Santos Jonadabe, Franco Massimino.
Entrenador: Marcelo Silva.

## Entrenadores
A nivel nacional
- Carlos Getzelevich (2013-2014)
- Marcelo Silva (2014-2018)

## Palmarés
| Torneos nacionales Liga Argentina de Voleibol Subcampeón 2013-14 Copa ACLAV Campeón: 2016 Torneos regionales División de Honor Metropolitana Campeón: 2014, 2015, 2016 Subcampeón: 2019 | Torneos internacionales Campeonato Sudamericano de Clubes Subcampeón: 2018 Tercer puesto: 2015 |